# Greg Ryan (fotbollstränare)
Greg Ryan, född 21 januari 1957, är en före detta fotbollsspelare och numera tränare från USA. Ryan var förbundskapten för USA:s damlandslag i fotboll åren 2005–2007.